# Przemiana polimorficzna
Przemiana polimorficzna to zmiana struktury krystalicznej związku chemicznego. Taka przemiana może być samorzutna lub wymuszona przez np. bardzo wysokie ciśnienie. Warunkiem pojawienia się przemiany polimorficznej jest istnienie odmian polimorficznych.
Podobnym zjawiskiem jest przemiana alotropowa (jak przemiana polimorficzna ale dla pierwiastków chemicznych).
Przykłady:
- przemiana anatazu (odmiana dwutlenku tytanu) w  rutyl

Zobacz też polimorfizm (krystalografia), alotropia.